# Карла Азар
Карла Азар (англ. Carla Azar) — американська барабанщиця з міста Гантсвілл (Алабама), найбільш відома своєю роботою з гуртом Autolux. Вона також грає на гітарі, бас-гітарі, клавішних і співає.
Азар грала на барабанах в альбомах Джека Вайта (Jack White): Blunderbuss, Lazaretto, Boarding House Reach, а також гастролювала разом з ним. У 2009–2011 роках вона співпрацювала з художником Марком Вейленом (Mark Whalen), також відомого як Kill Pixie, на художніх виставках, створюючи музику для художніх інсталяцій. Вона зіграла роль у фільмі «Френк», 2014 року, з Майклом Фассбендером (Michael Fassbender) і Доналом Глісоном (Domhnall Gleeson) у головних ролях.
Азар також грала на барабанах для гурту Ednaswap для двох альбомів і мініальбому. Крім того, вона грала на барабанах, а також трохи на перкусії, у композиції Come To Where I’m From (2000) Джозефа Артура (Joseph Arthur).

## Кар'єра
Гурт Autolux утворився в 2001 році в Лос-Анджелесі. Склад гурту: Карла Азар, Юджин Горештер (Eugene Goreshter), Грег Едвардс (Greg Edwards). Вона познайомилася з Юджином Горештером під час написання музики до п'єси лауреата Нобелівської премії Даріо Фо «Випадкова смерть анархіста». З Грегом Едвардсом вона познайомилася, коли Едвардс грав у своєму попередньому гурті Failure. У серпні 2000 року гурт Autolux дебютував, зігравши два концерти в Silverlake Lounge. 1 березня 2001 року гурт випустив міні-альбом власного виробництва під назвою Demonstration. Міні-альбом містив п'ять пісень, і був записаний на багатоканальному магнітофоні (здатному записувати 8 аудіодоріжок), у їхньому репетиційному приміщенні. Виступ гурту вразив продюсера звукозапису Т. Боуна Бернетта (T Bone Burnett), і Autolux підписали контракт із DMZ, звукозаписним лейблом, створеним Бернеттом і братами Коен (Coen Brothers).
У 2002 році Азар і Джош Клінгхоффер (Josh Klinghoffer) працювали як гастрольний гурт Вінсента Галло (Vincent Gallo), і гастролювали на підтримку альбому When. На гастролях Азар грала на барабанах, гітарі та мелотроні.
Азар грала на барабанах для альбому Т Боуна Бернетта, The True False Identity (2005 рік), а також для альбому Джона Фрушанте (John Frusciante), Curtains (2005 рік).
У 2006—2008 роках Карла Азар грала на барабанах для PJ Harvey (як студійний музикант). У 2009 році запрошеним гостем Азар брала участь у записі альбому A Woman a Man Walked By (PJ Harvey і John Parish).
У травні 2011 року вона брала участь у записі першого сольного альбому Джека Вайта, Blunderbuss. У 2012 році Азар гастролювала з гастролюючим гуртом Вайта, The Peacocks.
У 2014 році вона знялася у ролі учасниці ансамблю у фільмі «Френк» режисера Ленні Абрахамсона (Lenny Abrahamson), у якому головну роль зіграв Майкл Фассбендер (Michael Fassbender).

## Дискографія

### Разом з Autolux
- Future Perfect (DMZ, 2004)
- Transit Transit (TBD, 2010)
- Pussy's Dead (Columbia/Sony, 2016)[7]

### Як запрошений гість
- 1987 Wendy and Lisa, Wendy and Lisa
- 1989 Fruit at the Bottom, Wendy and Lisa
- 1990 Eroica, Wendy and Lisa
- 1993 Dream Harder, The Waterboys
- 1996 Vagabundo, Draco Rosa
- 2000 Teddy Thompson, Teddy Thompson
- 2001 Fan Dance, Sam Phillips
- 2004  Curtains, John Frusciante
- 2004 A Boot and a Shoe, Sam Phillips
- 2006 The True False Identity, T Bone Burnett
- 2007 A Year in the Wilderness, John Doe
- 2007 War Stories, Unkle
- 2008 More Stories, Unkle
- 2009 A Woman a Man Walked By by PJ Harvey and John Parish (2009)
- 2010 Where Did the Night Fall (Another Night Out), Unkle
- 2011 The Lost Notebooks of Hank Williams
- 2011 The People's Key,  Bright Eyes
- 2012 Blunderbuss, Jack White
- 2014 Lazaretto, Jack White[8]
- 2014 Lost on the River, The New Basement Tapes
- 2015 Aquaria, Boots
- 2018 Boarding House Reach, Jack White
- 2018 "TV Show", Glim Spanky
- 2019 Desert Sessions Vol. 11 & 12, The Desert Sessions
- 2019 WHO, The Who

### Саундтреки
- 2002 Divine Secrets of the Ya-Ya Sisterhood
- 2002 Our Little Corner of the World: Music from Gilmore Girls
- 2003 Crossing Jordan
- 2003 The Soul of a Man
- 2005 Don't Come Knocking
- 2007 Across the Universe
- 2007 I'm Not There
- 2008 21
- 2010 Eat Pray Love
- 2011 Sucker Punch
- 2014 Frank[8]